# Alicia Zanca
Alicia Zanca (Buenos Aires, Argentina, 23 de abril de 1954 - ibídem, 23 de julio de 2012) fue una actriz de cine y televisión y directora de teatro argentina.

## Trayectoria
Vivió su infancia y adolescencia en los barrios de Barracas y La Boca. En forma simultánea trabajaba en un neuropsiquiátrico, estudiaba psicología y, por la noche, cursaba en el Conservatorio de Arte Dramático. Desarrolló una extensa carrera artística.
A partir de 1970 comenzó a trabajar profesionalmente y ya en 1972 integró el elenco que representaba Las brujas de Salem de Arthur Miller dirigido por Agustín Alezzo y en 1976 integró el elenco estable del Teatro General San Martín. Paralelamente filmó diversas películas, la primera de las cuales fue ¿Qué es el otoño? dirigida en 1977 por David Kohon. En su carrera en este medio trabajó en filmes bajo la dirección de Palito Ortega, Fernando Ayala, Juan José Jusid, Antonio Ottone, Mario David, María Victoria Menis, Alberto Lecchi, Juan José Campanella y Eduardo Calcagno, entre otros. También frecuentó la televisión trabajando en teleteatros como Dos a quererse (1976), Una escalera al cielo (1979) y Verano del 98 (1998/9).
En 2002 realizó la dirección teatral de El zoo de cristal de Tennessee Williams (2002) en el Teatro General San Martín y posteriormente tuvo a su cargo la puesta en obras de William Shakespeare, Griselda Gambaro, Carlo Goldoni, Roberto Arlt y Antón Chejov, entre otros autores, en los teatros General San Martín, Payró y El Vitral. Uno de sus últimos éxitos fue la dirección de Chicas Católicas, de Casey Kurtti que incluso llevó a México. También había desarrollado desde hace algunos años su propia escuela de formación actoral.

## Vida privada
Entre 1986 y 1989 la actriz estuvo casada con el actor Gustavo Garzón, con el que tuvo tres hijos, Tamara -también actriz-, y los mellizos Juan y Mariano, ambos con Síndrome de Down.
Falleció el 23 de julio de 2012 debido a un cáncer de colon.

## Filmografía
Actuó en los siguientes filmes:
- Condenados (2013) dir. Carlos Martínez
- El salto de Christian (2007) dir. Eduardo Calcagno... Felisa
- Rosas rojas... rojas (2005) dir. Carlos Martínez... Julia
- Cargo de conciencia (2005) dir. Emilio Vieyra
- Los esclavos felices (la secta) (2004) dir. Gabriel Arbós... Diputada Sánchez.
- Identidad perdida (2004) dir. Nicolás Gil Lavedra
- Arregui, la noticia del día (2001) dir. María Victoria Menis... Enfermera
- Campo de sangre (2001) dir Gabriel Arbos Arregui... Marta
- Gallito ciego (2001) dir. Santiago Carlos Oves... Madre de Fernanda
- El mismo amor, la misma lluvia (1999) dir. Juan José Campanella... Sonia
- Secretos compartidos (1998) dir. Alberto Lecchi... Ines
- Los espíritus patrióticos dir. María Victoria Menis (1989)
- Con la misma bronca dir. Mario David(1988)
- Obsesión de venganza (1987) dir. Emilio Vieyra... Amanda
- Los amores de Laurita dir. Antonio Ottone (1986)... Laurita
- La cruz invertida dir. Mario David (1985)... Olga Bello
- Flores robadas en los jardines de Quilmes dir. Antonio Ottone (1985)
- Espérame mucho (1983) dir Juan José Jusid... La Hermana de Titina
- Abierto día y noche (1981) dir. Fernando Ayala
- Vivir con alegría dir. Palito Ortega (1979)
- El tío Disparate dir. Palito Ortega (1978)
- ¿Qué es el otoño? dir. David Kohon (1977)
- El amor infiel dir. Mario David (1974)

## Televisión
| Ficciones | Ficciones                                      | Ficciones |
| Año       | Título                                         | Personaje |
| --------- | ---------------------------------------------- | --- |
| 1973      | Mi hijo Rasputín                               | Mirtha |
| 1973      | Lo mejor de nuestra vida... nuestros hijos     | Lucía |
| 1973      | Ese que no la quiere                           | Paulina |
| 1974      | El teatro de Jorge Salcedo                     | Inés "Ep:Víctor Graussell, acróbata" Esther "Ep: El puma de invierno" |
| 1976      | Dos a quererse                                 | Nora |
| 1978      | Vos y yo, toda la vida                         | Rosalía Bargas |
| 1978      | Nuestro encuentro                              | Azucena |
| 1979      | Una escalera al cielo                          | Dora Velarde |
| 1979-1980 | Daniel y Cecilia                               | Cristina "Tina" Vallejos |
| 1980      | Un día 32 en San Telmo                         | Soledad Agüero |
| 1981      | La sombra                                      | Helena Ramírez / Heliana Ramírez |
| 1981      | El ciclo de Guillermo Bredeston y Nora Cárpena | Estrella "Ep: La viuda es sueño" |
| 1981      | Veladas de gala                                | Valentina "Ep: Las de Barranco" |
| 1981      | Me caso con vos                                | Graciela Díaz |
| 1982      | Área peligrosa                                 | Vanesa "Ep: Vivir y dejar vivir" |
| 1982      | Como en el teatro                              | Fernanda "Ep: La novia de papá" |
| 1982      | Llévame contigo                                | Paulina "Nina" Ojeda |
| 1982-1983 | La comedia del domingo                         | Gabriela "Ep: En mi cama no hay lugar" Zulema "Ep: Playboy" Nadia "Ep: El padre del abogado" Anahí "Ep: Mi prima loca" Consuelo "Ep: Ni casada, ni soltera" Pilar "Ep: La predicción de los hombres" Tina "Ep: Un recuerdo inolvidable" Paula "Ep: Una intrusa en mi cama" Hilda "Ep: A mi maestra con cariño" Jacinta "Ep: Después de la alegría"                                                         |
| 1983      | Los Reporteros                                 | Natalia |
| 1985      | Por siempre tuyo                               | Martina Saavedra |
| 1986-1987 | Un mundo de muñeca                             | Paula Romero Medrano |
| 1987      | Quiero morir mañana                            | Renata Pueyrredón |
| 1989      | Hombres de ley                                 | Graciela "Ep: Con amor solo no basta" |
| 1990      | Estado civil                                   | Norma |
| 1990      | La bonita página                               | Roberta "Ep: La barca" Martina "Ep: La abandoné y no sabía" |
| 1992-1996 | Alta comedia                                   | Martha "Ep: Borrón y cuenta nueva" Natalia "Ep: Corazón que no siente" María "Ep: El mundo que conocimos" Karina Angélica "Ep: Poca cosa" Valeria "Ep: Mi casa, tu casa, nuestra casa" Andrea "Ep: Bodas de porcelana" Débora "Ep: El hombre de mi vida" Ruth "Ep: La vida según Paco" Lucía "Ep: La esperanza de un mañana" Remedios "Ep: La traición de los sueños" Jimena "Ep: Un asunto de conciencia" |
| 1994      | El día que me quieras                          | Ángela "Angelita" Pérez |
| 1997      | Chiquititas                                    | Amanda del Solar |
| 1998      | Verano del '98                                 | Isabel Medrano |
| 2000      | Calientes                                      | Claudia |
| 2005      | De gira                                        | Maricruz |
| 2005-2006 | Se dice amor                                   | Gladys González |
| 2006      | Soy tu fan                                     | Mirtha |
| 2012      | Volver a nacer                                 | Celina |

## Interpretaciones en teatro
- Las brujas de Salem de Arthur Miller dir. Agustín Alezzo (1972)
- Locos de verano de Gregorio de Laferrère dir. Cecilio Madanes (1973)
- El tiempo y los Conways de J. B. Priestley dir. Onofre Lovero (1974)
- Arlequino servidor de dos patrones de Carlo Goldoni dir. Villanueva Cosse (1975)

Como integrante del elenco estable del Teatro General San Martín en 1976
- Mustafa de Armando Discépolo
- Casa de viudos de Bernard Shaw
- El cántaro roto de Heinrich von Kleist
- El reñidero de Sergio De Cecco

- Boda Blanca de Tadeusz Rozewicz dir. Laura Yusem (1980)
- Pigmalión de Bernard Shaw dir. Rodolfo Graciano (1981) en el Teatro Nacional Cervantes

Ciclo Teatro Abierto (1982-1983)
- Los compadritos de Roberto Cossa dir. Villanueva Cosse (1985) en el Teatro Presidente Alvear
- El gran soñador de Héctor Malamud dir. Lía Jelín (1986)
- Bodas de sangre de Federico García Lorca dir. Alejandra Boero (1988)
- Pulgarcito (1990) dir. Mariana Sagasti en el Teatro General San Martín
- Nosotras que nos queremos tanto de Miguel Falabella dir. Miguel Falabella (1993)
- Desde la lona de Mauricio Kartun dir. Roberto Castro (1995)
- De profesión maternal de Griselda Gambaro dir. Laura Yusem (1996)
- Rápido Nocturno de Mauricio Kartun dir. Laura Yusem (1999) en el Teatro General San Martín
- Lágrimas en el Sahara de María Victoria Menis dir. Eduardo Gondell (2000) en el Teatro Nacional Cervantes
- Los pequeños burgueses de Máximo Gorki dir. Laura Yusem (2001) en el Teatro General San Martín
- Lo que va dictando el sueño de Griselda Gambaro dir. Laura Yusem (2002)

## Directora teatral
- El zoo de cristal de Tennessee Williams (2002) en el Teatro General San Martín
- Al cabaret no voy de Omar Aita (2002)
- Romeo y Julieta de William Shakespeare (2003) en el Teatro General San Martín
- Pedir demasiado de Griselda Gambaro (2004) en el Teatro Nacional Cervantes.
- Sueño de una noche de verano de William Shakespeare (2005) en el Teatro General San Martín.
- Chicas católicas de Casey Kurtti (2005/ 2006/ 2007) en el Teatro Picadilly.
- De profesión maternal de Griselda Gambaro (2006) en el Teatro Payró
- Amanecí y tú no estabas de Graciela Conforti y Alicia Zanca (2007) en el Teatro El Cubo
- Arlequín servidor de dos patrones de Carlo Goldoni (2007) en el Teatro General San Martín
- Chicas católicas de Casey Kurtti (2007) en México.
- Solas de Benito Zambrano (2008) en el Teatro Metropolitan.
- Prueba de amor de Roberto Arlt (2009) en Espacio Beckett
- El jardín de los cerezos de Antón Chejov (2009) en el Teatro Vitral.
- Alicia en el país de las maravillas de Lewis Carroll (2009) en el Teatro Astral
- La Cocina de Arnold Wesker (2009) en el Teatro Regio
- La Casita de mis viejos de Mauricio Kartun (2009) en el Teatro El Vitral

Dirección de ópera
- La hija del regimiento de Gaetano Donizetti (2003) en el Teatro Argentino de La Plata
- Cosi fan tutte de Wolfgang Amadeus Mozart (2009) en La Manufacturera Papelera

Dirección de comedia
- Aplausos de Adolph Green/Betty Comden y Adams/Strouse  (2004) en el Teatro El Nacional.
- Princesa Cenicienta de Alicia Zanca (2008)
- Sueño de una noche de verano, de William Shakespeare (2013) en el Teatro El Vitral.